# Zaraczany (obwód brzeski)
Zaraczany (biał. Зарачаны; ros. Заречаны, Zarieczany; hist.: pol. Cerkowniki; biał. Царко́ўнікі, Carkouniki; ros. Церковники, Cerkowniki) – wieś na Białorusi, w obwodzie brzeskim, w rejonie kamienieckim, w sielsowiecie Ratajczyce.

## Historia
W XIX i w początkach XX w. położone były w Rosji, w guberni grodzieńskiej, w powiecie brzeskim, w gminie Ratajczyce.
W dwudziestoleciu międzywojennym leżały w Polsce, w województwie poleskim, w powiecie brzeskim, w gminie Ratajczyce. W 1921 miejscowość liczyła 46 mieszkańców, zamieszkałych w 6 budynkach, wyłącznie Białorusinów wyznania prawosławnego.
Po II wojnie światowej w granicach Związku Sowieckiego. Wówczas zmieniono nazwę wsi na obecną. Od 1991 w niepodległej Białorusi.